# Промышленность Вьетнама
Промышленность Вьетнама — промышленное производство во Вьетнаме, один из важнейших секторов экономики страны.

## История
В мае 1940 года Французский Индокитай был самой богатой французской колонией в Азии с населением 42 тыс. французов и 21 410 тыс. туземного населения. Промышленность в это время была слаборазвита (помимо добычи угля имелись небольшие предприятия ткацкой, хлопчатобумажной и пищевой промышленности), но здесь были богатые запасы угля, железа и олова в месторождениях полезных ископаемых. 
В условиях начавшейся Второй мировой войны колония имела стратегическое значение.
Перед войной, когда Вьетнам являлся частью французской колонии Индокитай, доля промышленности составляла 10 % (1939), к концу войны Сопротивления (1946—1954) она снизилась до 1,5 %.
После Вьетнамской войны (1955—1975), в 1950-е — 1980-е гг., при помощи советских специалистов были заложены основы ряда отраслей тяжёлой индустрии, в том числе таких, как электроэнергетика, машиностроение (с десятками крупных и средних предприятий, сотнями механических и ремонтных мастерских), металлургия, химия, промышленность строительных материалов. Получили развитие различные отрасли лёгкой промышленности.
В 1986 г. VI съезд Коммунистической партии Вьетнама провёл смену высшего руководства страны и положил начало процессу, официально названному «обновлением», благодаря которому страна вступила в период модернизации; намеченные реформы исключали прямое государственное вмешательство в ценообразование, производство и сферу внешней торговли. 
Создавались «зоны экспортного производства», стимулировались инвестиции иностранных банков. И за 1991—1996 гг. промышленность удвоила выпуск продукции (среднегодовое увеличение производства составило 13,3 %). В эти годы  общий объём инвестиций в промышленность из разных источников и экономических секторов составил примерно 4,7 млрд долл.
При непосредственном участии иностранных компаний получили развитие важнейшие отрасли промышленности: нефтегазовая, производство цемента, стали, электроники, швейно-текстильных изделий, сельскохозяйственной продукции. Прямые иностранные инвестиции способствуют формированию и развитию таких отраслей, как автомобилестроение, производство мотоциклов. Создаваемые «зоны экспортного производства», «зоны концентрированного промышленного производства» (в Хайфоне, Дананге, Кантхо, Тханьхоа и пр.) имели налоговые и другие льготы, а также другие благоприятные условия для привлечения иностранных инвестиций. 

## Добывающая промышленность
В сфере энергетики и добычи сырья доминируют государственные компании Vietnam Electricity и Vinacomin, также на рынке выделяются компании Dong Bac Coal, Cua Ong Coal Selecting, Noi Dia Coal, Cao Son Coal, Ha Tu Coal, Uong Bi Coal, Vang Danh Coal, Nui Beo Coal, Ha Long Coal, Mao Khe Coal, Vietnam Apatite Company, Deo Nai Coal, Duong Huy Coal.
В нефтегазовом секторе лидируют государственная компания PetroVietnam и её дочернее подразделение PetroVietnam Gas, государственная компания Petrolimex, совместное российско-вьетнамское предприятие Vietsovpetro (Вьетсовпетро) и компания Binh Son Refining and Petrochemical. Также в секторе выделяются компании Vietnam Air Petrol и Saigon Petro.
В секторе нефтегазовых услуг работает компания Petroleum Technical Services Company.

## Химическая промышленность
В химической промышленности выделяются компании 
Lam Thao Fertilizers and Chemicals, 
Ha Bac Fertilizers amd Chemical, 
PetroVietnam Fertilizer and Chemicals, 
Southern Fertilizers, 
Vietnam Industrial Explosive Material Company, 
Procter & Gamble Vietnam, 
AkzoNobel Vietnam, Nippon Paint Vietnam, Jotun Paints Vietnam, 
Bayer Vietnam, 
Hyosung Corporation.
Производство резиновых изделий: выделяются компании Dau Tieng Rubber Corp, Dong Nai Rubber, Binh Long Rubber, Phuoc Hoa Rubber, Phu Rieng Rubber, Southern Rubber Industry, Danang Rubber, Lac Ninh Rubber, Dong Phu Rubber, Oak Lak Rubber, Ba Ria Rubber, Sao Vang Rubber.
Фармацевтическая промышленность: компании Abbott Laboratories Vietnam, Sanofi Vietnam, Mead Johnson Nutrition Vietnam.
Производства средств гигиены: Kimberly-Clark Vietnam, Colgate-Palmolive Vietnam и Johnson & Johnson Vietnam.

## Металлургия
На металлургическом рынке лидируют компании Thai Nguyen Iron and Steel (TISCO), Southern Steel Corporation, Thang Long Metal и Hoa Phat Steel.

## Машиностроение
Автомобильная промышленность
На рынке автомобилей и мотоциклов лидируют частные компании 
Honda Vietnam, 
Yamaha Motor Vietnam, 
Toyota Motor Vietnam, 
Piaggio Vietnam.
Единственным отечественным брендом легковых автомобилей во Вьетнаме является VinFast.
Производители автокомплектующих: 
Bosch Vietnam, 
Machino Auto Parts, 
Vietnam Automobile Component Manufacturing Company (VAP).
Судостроение
В сфере судостроения и судоремонта лидируют компании Hyundai Vinashin Shipyard (дочерняя структура Hyundai Heavy Industries), Narn Trieu Shipbuilding Company, Ha Long Sipyard, Bach Dang Shipyard и Pha Rung Shipyard.

## Электронная промышленность
Рынок информационных технологий Вьетнама, практически отсутствовавший в 2000 году, в последующие годы показывает высокий рост: доход отрасли стабильно растёт на 60 % в год, начиная с 2008 года. 
Тогда начался «рывок» в развитии отрасли — правительство страны вложило 3,2 млрд долларов в развитие первого «научного парка-инкубатора» близ Хошимина, с размещением иностранного производства по новейшим технологиям и обучением тысяч специалистов (помимо государственных, привлекались и частные инвестиции). Результатом стало не только привлечение мировых «грандов» с заводами, заказами и деньгами, но и создание национальной технологической школы.
По состоянию на 2017 год, в секторе информационных технологий работало 28 тысяч компаний, создающих 900 тысяч рабочих мест, а доход отрасли составил 91,6 млрд долларов США (аппаратное обеспечение — 81,6 млрд, ИТ-услуги — 5,4 млрд, программное обеспечение — 3,8 млрд). 
Значительная часть дохода формируется экспортом смартфонов и планшетов, произведённых на размещённых во Вьетнаме заводах международных компаний.
В 2001 году страна занимала 47-е место по объему экспорта электроники (бытовой и сложной). 
К 2020 (началу пандемии) Вьетнам уже был на 12-м месте с общим объемом 96 млрд долларов (рост в два раза, по сравнению с 2015 годом), занимая по экспорту только смартфонов 2-е место, экспортировав их на 50 млрд долларов. Электроника составила 36 % от общего объема вьетнамского экспорта в 2019 году (и 30 % импорта).
В сфере производства электроники и электротехники лидируют частные компании  — вьетнамские подразделения мировых корпораций — 
Samsung Electronics Vietnam, 
Intel Vietnam, 
Panasonic Vietnam, 
Canon Vietnam, 
Microsoft Mobile Vietnam, Sony Vietnam, 
LG Electronics Vietnam, 
GE Vietnam, 
Siemens Vietnam, 
ABB Vietnam, 
Cisco Systems Vietnam, 
Electrolux Vietnam.
Производство полупроводников во Вьетнаме пользуется мощной поддержкой государства (так, первые четыре года такое производство полностью освобождается от налога на прибыль, в следующие 9 лет он составит 5 %, затем еще на 10 лет - 15 % (в то время как стандартная ставка 20 %), «научные парки», созданные за счет государства, финансируют 10-15 % расходов на обучение персонала для хайтек компаний). 
Идёт стремительное развитие вьетнамской электронной промышленности:
за последние годы не только производства, но и исследовательские центры разместили во Вьетнаме такие мировые гиганты, как  NXP Semiconductors, американские Qualcomm, Intel, Texas Instruments, южнокорейская SK hynix, и др., инвестировав миллиарды долларов; тайваньская компания Foxconn инвестировала во Вьетнам 1,5 млрд долларов.
С 2023 года начнет производство полупроводников во Вьетнаме крупнейший производитель микросхем памяти корпорация Samsung (также создавая центр разработки в Ханое), инвестиции составят 3,3 млрд долларов. 
Капитализация только полупроводникового сектора к 2024 году превысит 6 млрд долларов; на Вьетнам уже делают ставку как на страну, способную сыграть решающую роль в ликвидации мирового дефицита этой продукции.
Также Вьетнам рассматривается как альтернативное КНР место производства электроники; так, корпорация Apple собирается производить Apple Watch и MacBook во Вьетнаме, сокращая мощности в Китае (Apple уже производит в этой стране айпады и наушники для смартфонов, число производителей-поставщиков для корпорации в этой стране выросло почти в два раза за последние четыре года).

## Лёгкая промышленность
В секторе производства текстиля, одежды и аксессуаров выделяются компании 
Viet Tien Garment, 
Vinatex (Vietnam National Textile and Garment Group), 
Khanh Viet Corporation (Khatoco), Hanoi Textile and Garment, 
Phong Phu Textile, 
Nha Be Garment, 
Thanh Cong Textile, 
Nam Dinh Textile, 
Thang Loi Textile and Garment, 
Viet Thang Textile, 
Nha Trang Textile; 
в обувной промышленности и секторе спортивных товаров — Nike Vietnam и Adidas Vietnam.

### Пищевая промышленность
Пищевая отрасль с 2013 года испытывает значительный рост. Доля пищевой промышленности в ВВП по данным на 2019 год составляет 15 %, объём иностранных инвестиций в отрасль достиг 11,2 млрд долл.
Крупнейшие пищевые и агрохозяйственные компании: 
Vinamilk (Vietnam Dairy), Unilever Vietnam, Cargill Vietnam, Nestlé Vietnam, PepsiCo Foods Vietnam, Mondelēz Vietnam, Masan Group, NutiFood, 
Vietnam Southern Food Corporation, 
Quang Ngai Sugar Corp, 
Cai Lan Oil and Fats Industries Co, 
Ut Xi Aquatic Products Processing, 
Can Tho Agricultural and Animal Products Company, 
Seaprodex Danang.
Крупнейшие производители напитков: 
Sabeco (Saigon Alcohol Beer and Beverages Corporation), Vietnam Brewery (совместное предприятие Heineken Asia Pacific и Saigon Trading Group), 
Habeco (Hanoi Beer Alcohol and Beverage Corporation), 
Coca-Cola Vietnam, 
Suntory PepsiCo Vietnam (совместное предприятие Suntory и PepsiCo), Sapporo Vietnam.
На табачном рынке лидируют компании Saigon Tobacco, Ben Thanh Tobacco и British American Tobacco.

## Прочее
Бумажная промышленность: крупные компании Vietnam Paper Corporation, Bai Bang Paper, Tan Mai Paper и Cheng Loong Corporation..
В строительном секторе выделяются компании 
Vietnam Construction Investment Import and Export Holding Corporation, 
Civil Engineering Construction Corp № 5, 
Development Investment Construction Corp, 
Construction Company № 1, 
Construction Company № 319, 
Civil Engineering Construction Corp № 1, 
Construction Company № 4, 
Vietnam Industrial Construction Corporation, 
Power Construction Engineering Company № 1.
В секторе производства строительных материалов выделяются компании 
Hoang Thach Cement, 
Bim Son Cement, 
Ha Tien Cement, 
But Son Cement, 
Hoang Mai Cement, 
Chinfon Haiphong Cement, 
Hai Phong Cement, 
Holcim Vietnam, 
Siam Cement Vietnam.
Стекольно-керамическая промышленность и производство сантехники — компании Vietnam Glass and Ceramics for Construction Corp и American Standard.
Деревообрабатывающая промышленность:
в 2003 году Вьетнам произвёл около 30,7 млн кубометров древесины и лишь 2950 кубометров пиломатериалов. В 1992 году, в ответ на истощение лесов, Вьетнам ввёл запрет на экспорт бревен и необработанной древесины. В 1997 году запрет был распространён на экспорт всех изделий из древесины, кроме готовых деревянных предметов. В 1990-х годах Вьетнам начал восстанавливать леса с помощью программы посадки деревьев.
В секторе коммунального хозяйства и водоснабжения выделяются компании 
HCMC Water Supply, 
Hanoi Clean Water Company и 
HCMC Urban Environment.

## Военно-промышленный комплекс
«Оборонная промышленность Вьетнама добилась важных результатов, внеся большой вклад в дело индустриализации и модернизации страны и военного строительства», — заявил премьер-министр Вьетнама Фам Минь Чинв 2022 году.
- Предприятие Z111 (вьетн. Nhà máy Z111) — государственное предприятие в городе Тханьхоа, которое осуществляет ремонт, модернизацию и производство стрелкового оружия для Вьетнамской народной армии.